# Епархия Буара
Епархия Буара (лат. Dioecesis Buarensis) — епархия Римско-Католической церкви c центром в городе Буар, Центральноафриканская Республика. Епархия Буара входит в митрополию Банги. Кафедральным собором епархии Буара является церковь Пресвятой Девы Марии Матери Церкви.

## История
27 февраля 1978 года Римский папа Павел VI издал буллу Peramplum Berberatensis, которой учредил епархию Буара, выделив её из епархии Берберати.

## Ординарии епархии
- епископ Армандо Умберто Джанни O.F.M.Cap.[1] (27.02.1978 — 2.12.2017);
- епископ Мирослав Гуцва (с 11.02.2018 — по настоящее время).